# Culastrisce nobile veneziano
Pour plus de détails, voir Fiche technique et Distribution.
Culastrisce nobile veneziano est un film italien réalisé par Flavio Mogherini, sorti en 1976.

## Fiche technique
- Titre : Culastrisce nobile veneziano
- Réalisation : Flavio Mogherini
- Scénario : Flavio Mogherini, Gianfranco Clerici, Amedeo Pagani, Barbara Alberti et Maurizio Costanzo
- Photographie : Carlo Carlini
- Montage : Adriano Tagliavia
- Musique : Detto Mariano
- Pays d'origine : Italie
- Genre : comédie
- Durée : 110 minutes
- Date de sortie : 1976

## Distribution
- Marcello Mastroianni : Marquis Luca Maria
- Claudia Mori : la femme de Luca Maria
- Lino Toffolo : Agostino
- Anna Miserocchi (it) : Helga
- Flora Carabella : Tante Luisa
- Adriano Celentano
- Andrea Aureli
- Olga Bisera : la tenancière du bar